# Wybory do Parlamentu Europejskiego na Łotwie w 2004 roku
Wybory do Parlamentu Europejskiego na Łotwie w 2004 roku zostały przeprowadzone 12 czerwca 2004 roku. Do zdobycia było 9 mandatów o które ubiegało się 9 partii politycznych. Wybory Wygrała partia Dla Ojczyzny i Wolności/Łotewski Narodowy Ruch Niepodległości zdobywając 4 mandaty.
| Nazwa Partii                                                  | Ilość Głosów % | Ilość mandatów |
| ------------------------------------------------------------- | -------------- | -------------- |
| Dla Ojczyzny i Wolności/Łotewski Narodowy Ruch Niepodległości | 29,82%         | 4              |
| Nowa Era                                                      | 19.71%         | 2              |
| O Prawa Człowieka w Zjednoczonej Łotwie                       | 10.66%         | 1              |
| Partia Ludowa                                                 | 6,65%          | 1              |
| Łotewska Droga                                                | 6,55%          | 1              |
| Łotewska Socjaldemokratyczna Partia Robotnicza                | 4,88%          | –              |
| Ludowa Partia Zgody                                           | 4,88%          | –              |
| Związek Zielonych i Rolników                                  | 4,25%          | –              |
| Pierwsza Partia Łotwy                                         | 3,24%          | –              |
| Pozostali                                                     | 8,81%          | –              |
| Suma                                                          | 100%           | 9              |